# بيل بيل
بيل بيل (5 سبتمبر 1931 بدنيدن في نيوزيلندا - 23 يوليو 2002 بأوكلاند في نيوزيلندا) (بالإنجليزية: Bill Bell)‏ هو لاعب كريكت نيوزلندي. شارك مع منتخب نيوزيلندا الوطني للكريكت.

## وصلات خارجية
- بيل بيل على موقع إي آس بي آن كريك إنفو (الإنجليزية)